# Damnica
Damnica (Hebrondamnitz fino al 1945) è un comune rurale polacco del distretto di Słupsk, nel voivodato della Pomerania.
Ricopre una superficie di 167,81 km² e nel 2004 contava 6 302 abitanti.